# Hoya tiatuilaensis
Hoya tiatuilaensis är en oleanderväxtart som beskrevs av Kloppenb.. Hoya tiatuilaensis ingår i släktet Hoya och familjen oleanderväxter. Inga underarter finns listade i Catalogue of Life.